# Лоджетта

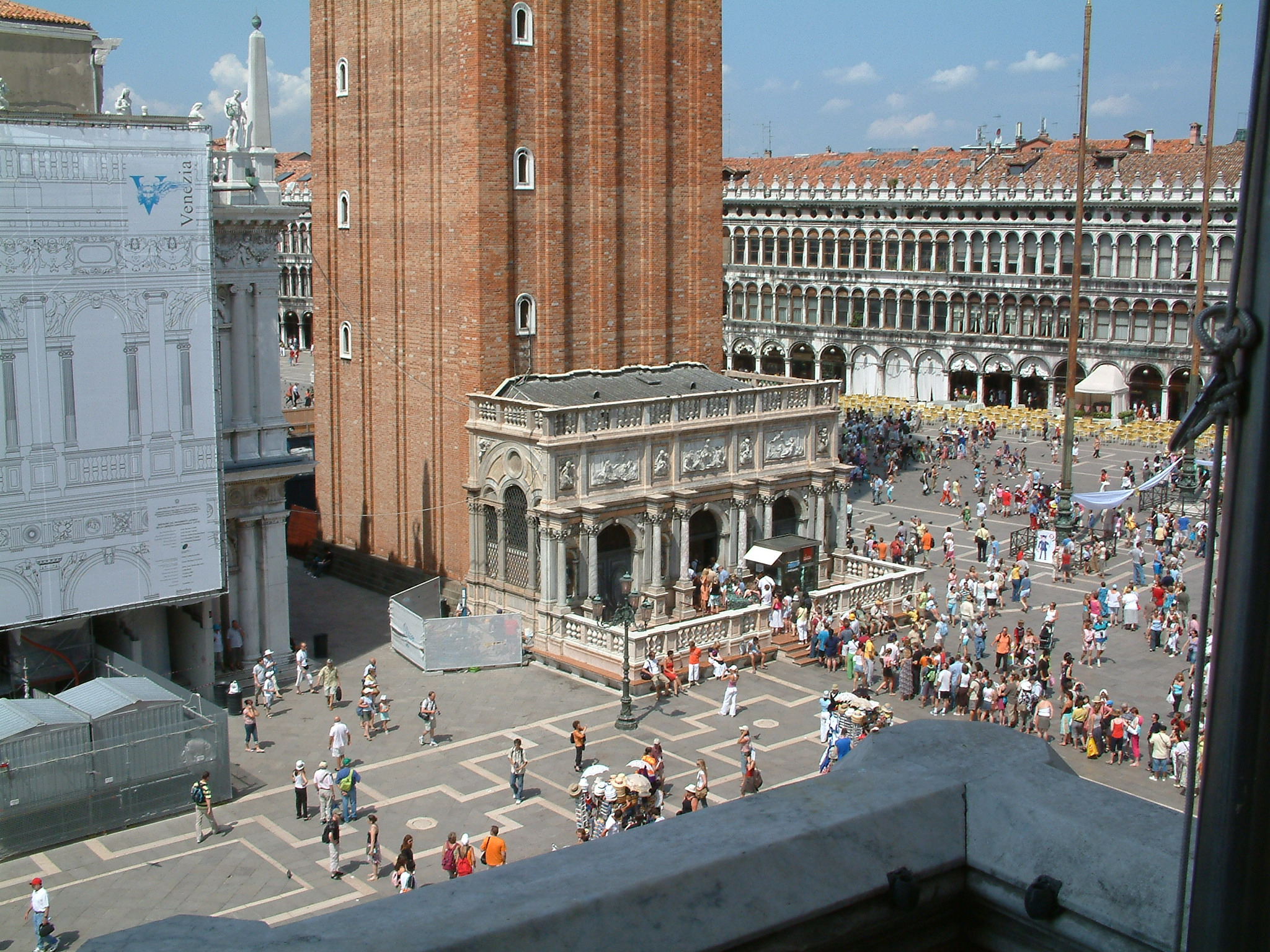
Лоджетта і кампаніла на площі Святого Марка

Лодже́тта (італ. Loggetta) — одна з будівель, розташованих на площі Святого Марка у Венеції. Міститься поруч з Кампінілою собору Святого Марка.

## Історія
Зведено у 1537-1540 видатним архітектором Якопо Сансовіно. Будівля виконана з мармуру у формі тріумфальної арки. Лоджетту збудували на місці колишніх стаєнь.
Спочатку призначалася для урочистої зустрічі вельмож, однак уже в 1559 перетворилася на приміщення для охорони Палацу дожів.
У XVIII столітті її стали використовувати як штаб-квартиру міської лотереї.
Після обвалу дзвіниці (кампаніли) у 1902 Лоджетту відновлено і пишно оздоблено барельєфами і бронзовими статуями роботи Якопо Сансовіно — «Мир», «Паллада», «Меркурій» і «Аполлон».